# 沼津市立第二中学校
沼津市立第二中学校（ぬまづしりつだいにちゅうがっこう）は、静岡県沼津市にある公立中学校。

## 沿革
- 1947年-千本中央青年学校を転用し[1]沼津市立第二中学校開校。

## 通学区域
沼津市立第二小学校の学区
- 仲町、浅間町（一部）、魚町、通横町、鵰町、新町、本町、下本町、大門町、東宮後町、旭町、下小路町、宮町、春日町、蓼原町、蛇松町、本蛇松町、下河原町一丁目、下河原町二丁目、下河原町三丁目、下河原町、本字下一丁田、本字千本郷林、本字千本（一部）、本字郷林添、千本常盤町、本字松下七反田、千本港町、本字千本港口、千本東町、千本西町、千本中町、本字前田、常盤町一丁目、常盤町二丁目、常盤町三丁目、千本緑町一丁目、千本緑町二丁目、千本緑町三丁目、幸町（一部）

沼津市立千本小学校の学区
- 本字千本（一部）、本松下、本西松下、松下町、西間門三丁目、西間門（一部）、東間門一丁目、東間門二丁目、東間門三丁目、東間門（一部）、市道町（一部）、真砂町（一部）[2]

## 指定避難所
- 市道町、松下町、東間門、西浜町